# Simon Sivitz Kosuta
Simon Sivitz Kosuta es un deportista italiano que compitió en vela en la clase 470. Ganó una medalla de bronce en el Campeonato Europeo de 470 de 2016.

## Palmarés internacional
| \| Campeonato Europeo \| Campeonato Europeo \| Campeonato Europeo \| Campeonato Europeo \| \| Año \| Lugar \| Medalla \| Clase \| \| ------------------ \| -------------------------- \| ------------------ \| ------------------ \| \| 2016 \| Palma de Mallorca (España) \| Medalla de bronce \| 470 \| |                            |                   |       |
| Campeonato Europeo |                            |                   |       |
| Año | Lugar                      | Medalla           | Clase |
| 2016 | Palma de Mallorca (España) | Medalla de bronce | 470   |